# Ernest Linton
Albert Ernest Linton (Scozia, 17 febbraio 1880 – Galt, 6 agosto 1957) è stato un calciatore canadese, di ruolo portiere.
Nel 1904 fu il portiere della squadra del Galt che conquistò la medaglia d'oro nel torneo di calcio dei Giochi della III Olimpiade. Nel torneo olimpico non subì neanche un gol.